# Anders Krisár

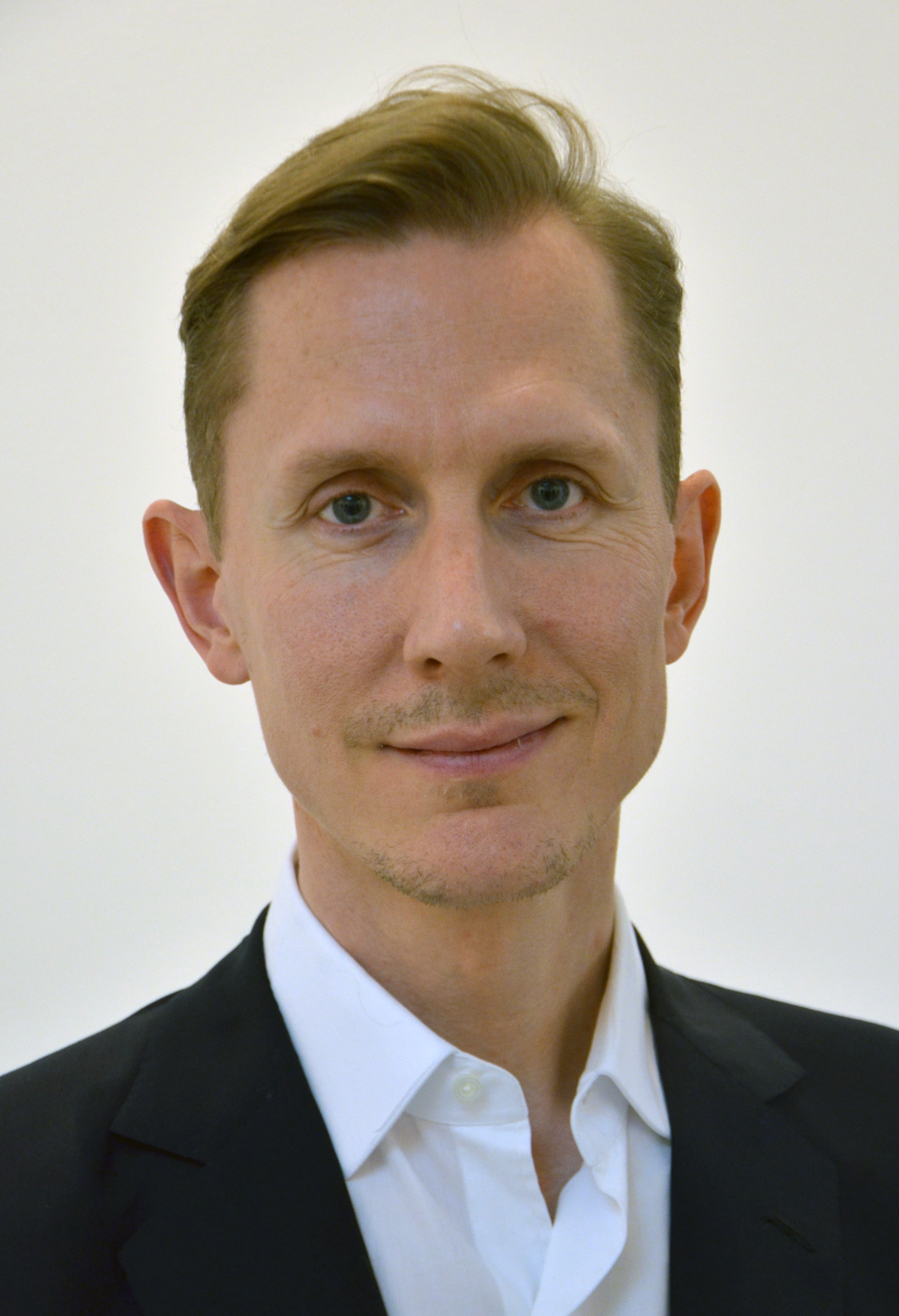
Anders Krisár

Paul Karl Anders Krisár, född 23 maj 1973 i Stockholm, är en svensk fotograf och installationskonstnär.
Anders Krisár utbildade sig vid Konstfack i Stockholm och School of Communication Arts i London samt i musikkomposition vid New York University i USA. Han har varit art director i åtta år och arbetar numera som fotograf på heltid.
Han hade sin första separatutställning 2002 på Staley Wise Gallery i New York.

## Priser och utmärkelser
- Svenska Fotobokspriset 2003 för Chords No. 1-17[1]